# Terricola majori
Microtus (Terricola) majori (норик коротковухий) — вид гризунів родини Хом'якові (Cricetidae).

## Генетика
2n=54.

## Поширення
Країни поширення: Вірменія, Азербайджан, Грузія, Іран, Росія, Туреччина. Висота проживання: 500–1400 метрів над рівнем моря. Мешкає в змішаних лісах, деревно-чагарникових місцях і лісових галявинах, а також на високогірних пасовищах. Віддає перевагу лісовим галявинам і проживає в деградованих місцях. Також зустрічається в болотах.

## Загрози та охорона
Немає серйозних загроз для цього виду. Зустрічається в природоохоронних територіях.

## Ресурси Інтернету
- Kryštufek, B., Yigit, N., Bukhnikashvili, A., Shenbrot, G. & Sozen, M. 2008. Microtus majori [Архівовано 11 листопада 2012 у Wayback Machine.]
- Stephen J. O'Brien, Joan C. Menninger, William G. Nash Atlas of Mammalian Chromosomes, John Wiley & Sons, 2006 Google книги

| Панда | Це незавершена стаття з теріології. Ви можете допомогти проєкту, виправивши або дописавши її. |